# セロビオースホスホリラーゼ
セロビオースホスホリラーゼ(Maltose phosphorylase、EC 2.4.1.20)は、以下の化学反応を触媒する酵素である。
セロビオース + リン酸{\displaystyle \rightleftharpoons }α-D-グルコース-1-リン酸 + D-グルコース
従って、この酵素の基質はセロビオースとリン酸の2つ、生成物はα-D-グルコース-1-リン酸とD-グルコースの2つである。
この酵素はグリコシルトランスフェラーゼ、特にヘキソシルトランスフェラーゼに分類される。系統名はセロビオース:リン酸 α-D-グルコシルトランスフェラーゼ(cellobiose:phosphate alpha-D-glucosyltransferase)である。この酵素は、デンプンとスクロースの代謝に関与している。

## 構造
2007年末時点で、2つの構造が解明されている。蛋白質構造データバンクのコードは、2CQSと2CQTである。